# Vera Wentworth
Pour les articles homonymes, voir Wentworth.
Vera Wentworth (née Jessie Alice Spink ; 1890 - 1957) est une suffragette britannique, qui a notamment agressé le Premier ministre à deux reprises. Elle est incarcérée pour la cause et subit une alimentation forcée, après quoi elle écrit Three Months in Holloway.

## Biographie
Jessie Alice Spink est née en 1890, fille de Harry Laing Spink et de sa femme, Rachel Amanda (née Goode). Elle a un frère jumeau, William Wilfrid Spink. Après avoir quitté l'école, elle trouve du travail dans un magasin et devient une syndicaliste active.
En 1907, elle change officiellement son nom en Vera Wentworth, peut-être du fait de l'opposition de son père, un homme d'affaires prospère, à ce qu'elle milite sous son nom de famille  et commence à vivre avec Caprina Fahey à Londres. En 1908, elle rejoint la Women's Social and Political Union (WSPU). Elle est rapidement arrêtée en train de manifester devant la Chambre des communes. Sa peine est de six semaines de prison; un jour supplémentaire est ajouté à la peine de Wentworth après avoir gravé "Votes for Women" dans la paroi de sa cellule. À leur libération, Wentworth et d'autres sont rencontrés par Mary Blathwayt, commençant une longue amitié entre les deux femmes. Après sa libération, Wentworth rejoint un groupe dérivé secret appelé les Young Hot Bloods, qui s'engage à entreprendre un « devoir de danger » au nom du droit de vote des femmes. Parmi les suffragettes plus âgées, seule Emmeline Pankhurst est autorisée à assister à leurs réunions dans un salon de thé sur le Strand à Londres. La suffragiste aînée Emily Blathwayt (en) trouve Wentworth si charmante mais capricieuse qu'elle la qualifie affectueusement de « jeune hooligan que nous connaissons ».
En juin, elle est de nouveau arrêtée pour avoir manifesté devant la Chambre des communes. Cette fois, elle est condamnée à une peine de trois mois, après quoi elle publie Should Christian Women Demand the Vote et Three Months in Holloway. Wentworth est une écrivaine avec l'ambition d'aller à l'université et membre de la Women Writers' Suffrage League. 
Wentworth est alors basée à Bristol avec d'autres suffragettes dont Annie Kenney, Violet Bland et Elsie Howey (en). Elle est condamnée à une autre peine de trois mois de prison lorsqu'elle est arrêtée avec Elsie pour avoir manifesté devant la maison du premier ministre H.H. Asquith.

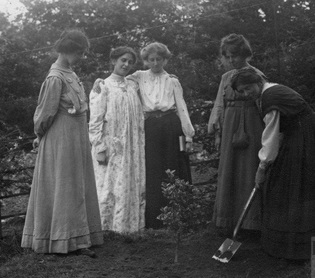
plantant un arbre à Eagle House (maison de repos des suffragettes) avec Mary Phillips, Vera Wentworth, et Annie Kenney.

Vera est invitée à la maison de Mary Blathwayt à Batheaston, où les principales suffragettes se rencontrent. Les visiteurs importants sont invités à planter un arbre pour enregistrer leurs réalisations au nom de la cause. Wentworth reçoit une Hunger Strike Medal « pour la bravoure » de la WSPU.
Vera Wentworth et Jessica Kenney sont emprisonnées pour avoir agressé le premier ministre. Le 5 septembre 1909, Wentworth, Kenney et Elsie Howey agressent le Premier ministre H.H. Asquith et le ministre de l'Intérieur Herbert Gladstone lors d'un match de golf. Elsie Howey et Wentworth essayent alors de contacter Asquith dans son église. Elles protestent contre l'emprisonnement de Patricia Woodlock et d'autres pendant que le premier ministre profite de vacances dans le Devon en demandant pourquoi il peut être en vacances tandis que Woodlock est toujours en prison, subissant une « sentence monstrueuse ». Les femmes le poursuivent sur le terrain de golf et décorent également leurs buissons de rhododendron de Clovelly Court (en) et le jardin avec des cartes circulaires vertes, blanches et violettes disant 'Libérez Patricia Woodlock' et divers autres matériaux suffragistes. Ces actions directes se révèlent trop importantes pour la famille Blathwayt. Emily démissionne de la WSPU et Linley écrit des lettres de protestation à Christabel Pankhurst, Elsie Howey et Wentworth. Pankhurst apprend que Howey et Wentworth ne visiteraient plus leur maison. Wentworth leur envoie une longue réponse exprimant ses regrets pour leur réaction mais notant que "si M. Asquith ne reçoit pas de délégation, elles le frapperont à nouveau". 
Au cours de cette période, son frère, un journaliste de dix-huit ans qui a été le chef d'une grève officieuse infructueuse des travailleuses dans l'East End de Londres, la présente à Fenner Brockway, qui appelle «Wilfie Spink ' son 'amie explosive'  et déclare qu'elle est devenue sa petite amie. Cependant, à mesure que la WSPU augmente le recours à des actions plus violentes, il s'éloigne d'elles (il est pacifiste) et toutes ses connaissances personnelles semblent être mortes vers 1910.
Vera Wentworth est l'une des signataires du mouchoir des suffragettes.
Wentworth réalise son ambition de fréquenter une université lorsqu'elle commence à l'université de St Andrews en 1912 et elle y reste jusqu'en 1914.

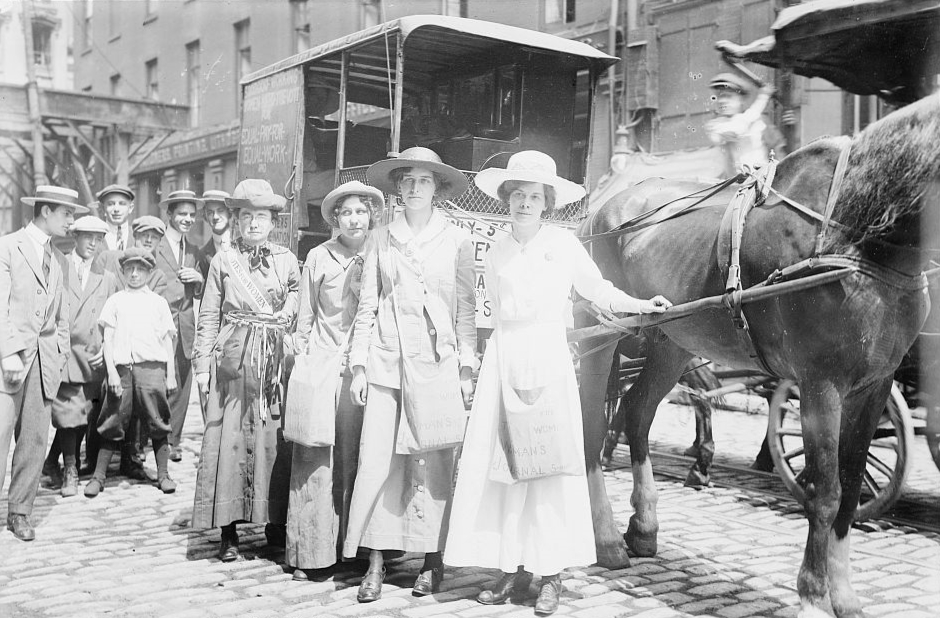
New York, août 1913. "Suffragettes en randonnée à Boston." D'avant en arrière - Elsie McKenzie, Elisabeth Freeman, Vera Wentworth et 'Colonel' Ida Craft (avec ceinture). 'Asquith' le cheval tirait la caravane. Selon les rapports contemporains, il avait besoin de beaucoup de pression, d'où son nom !

Le 6 août 1913, elle est, avec Elisabeth Freeman et Elsie McKenzie, en Amérique pour soutenir le 'Colonel' Ida Craft du Yankee Corps lors d'une randonnée au suffrage (en), de New York à Boston, via Stamford, Norwalk, Bridgeport, Milford, New Haven, Wallingford, Meriden, New Britain, Hartford, Marlboro, Waltham à Harvard Square, Cambridge, Massachusetts arrivant le 30 août. Enfin, le jour de la fête du Travail, le 1er septembre 1913, elles partent à 11 heures avec d'autres suffragistes, pour tenir un meeting sur Boston Common à 12h30.
Le 4 août 1914, la Première Guerre mondiale éclate. La WSPU conclut un accord avec le gouvernement et accepte de mettre fin à toutes les manifestations en échange de la libération de tous leurs prisonniers. Wentworth respecte cette ligne et cesse de travailler avec la WSPU. 
De 1914 à 1918, elle rejoint le Détachement d'aide volontaire (Voluntary Aid Detachment, VAD) en tant qu'infirmière (une occupation courante pour les suffragettes à cette époque) puis devient administratrice du Queen Mary's Army Auxiliary Corps (1918-1920), après quoi elle réside. à Hendon, Middlesex avec Daisy Carden. Pendant la Seconde Guerre mondiale, elle travaille à Londres dans le cadre des précautions contre les raids aériens.
Wentworth meurt à l'hôpital Elizabeth Garrett Anderson en 1957 et lègue tous ses biens à sa partenaire dans son testament.